# Wilhelmøya
Wilhelmøya is een onbewoond eiland in de Straat Hinlopen in Spitsbergen. Het eiland heeft een oppervlakte van 120 km². Het is vernoemd naar Wilhelm I van Duitsland.

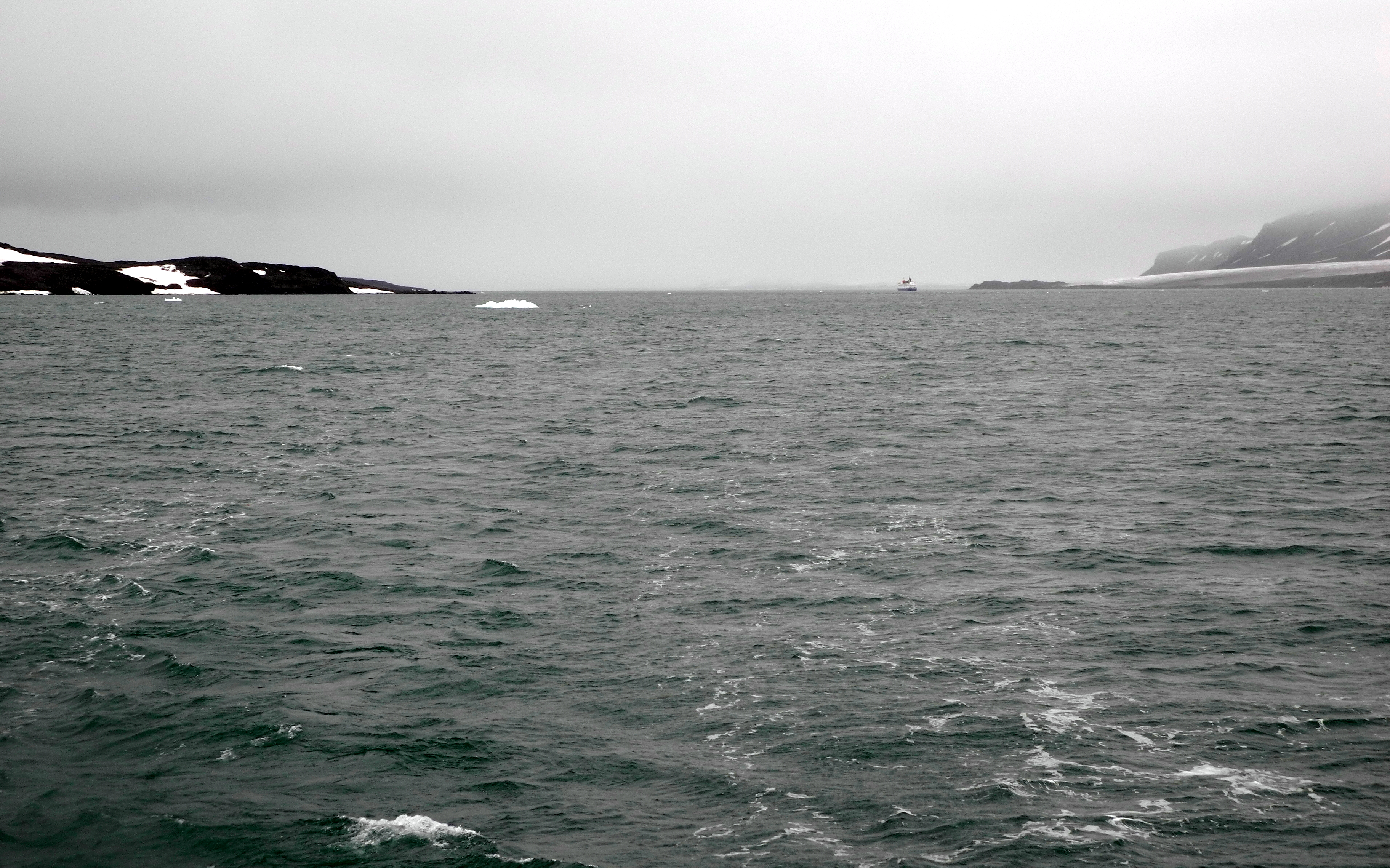
Bjørnsundet, een zeestraat tussen Olav V Land (links) en Wilhelmøya (rechts)